# Xantusia sierrae
Xantusia sierrae (сьєрранська нічна ящірка) — вид сцинкоподібних ящірок родини нічних ящірок (Xantusiidae). Ендемік США.

## Поширення й екологія
Сьєрранські нічні ящірки є ендеміками невеликої області, що лежить у південно-західних передгір'ях Сьєрра-Невади у штаті Каліфорнія, вздовж західного краю гір Грінхорн. Вони живуть на відкритих луках, по яких розкидані дубові гаї та невисокі чагарники.